# بمب‌گذاری‌های بانکوک ۲۰۱۲

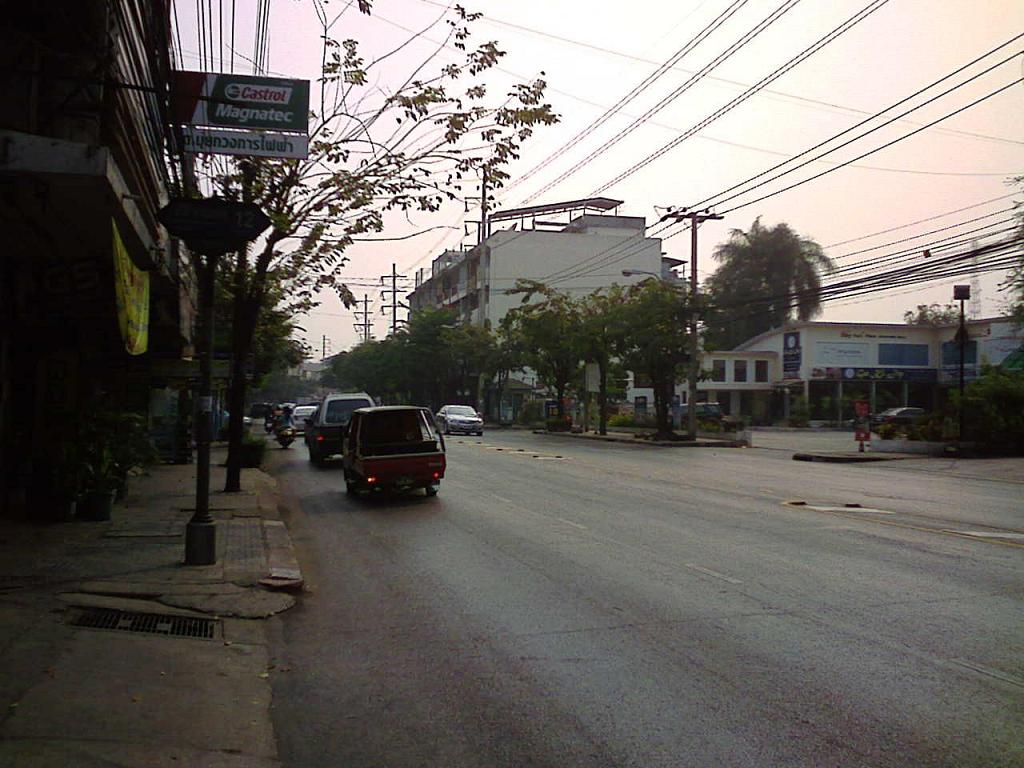
جادهٔ سوخومویت ۷۱ (پریدی بانومیونگ)، در نزدیکی محل انفجار

بمب‌گذاری‌های بانکوک چند انفجار در بانکوک پایتخت تایلند بود که در ۱۴ فوریه ۲۰۱۲ اتفاق افتاد و منجر به مجروح شدن ۵ نفر شد. مقامات رسمی تایلند گفتند بمب‌گذاری‌ها اقداماتی وحشیانه بود که چند تروریست علیه دیپلمات‌های اسرائیلی برنامه‌ریزی کرده بودند. چند ایرانی پس از این حملات دستگیر شدند که یکی از آنها بر اثر کمانه کردن نارنجکی که پرتاب کرده بود، به‌شدت زخمی شده بود.

## زمینه
این انفجارها یک روز پس از حمله به دیپلمات‌های اسرائیلی در تفلیس، گرجستان، دهلی نو به وقوع پیوست. اسرائیل در مورد این انفجارها گفت که نظام جمهوری اسلامی ایران مسئول این حملات است، ولی ایران این ادعا را مردود می‌داند.

## آزادی تروریست‌ها
در ۲۵ نوامبر ۲۰۲۰ خبرگزاری‌های ایرانی از تبادل کایلی مور-گیلبرت پژوهشگر استرالیایی که به اتهام جاسوسی در ایران زندانی بود، با سه زندانی در تایلند خبر دادند. مقام‌های تایلندی تأیید کردند، ایرانیان آزادشده سعید مرادی، محمد خزاعی و مسعود صداقت‌زاده هستند که در سال ۲۰۱۲ در بمب‌گذاری ناموفقی علیه دیپلمات‌های اسرائیلی دست داشتند.